# Dvärgbiätare
Dvärgbiätare (Merops pusillus) är en afrikansk fågel i familjen biätare inom ordningen praktfåglar.

## Utseende och läten
Dvärgbiätaren är som namnet avslöjar en mycket liten biätare, endast 15-17 centimeter lång. I dräkten liknar den blåkragad biätare med grön ovansida, mörk halskrage, gul strupe och rostbrunt på vingpennor och yttre stjärtpennorna. Den skiljer sig dock förutom den mindre storleken på svart, ej blå, halskrage och avsaknad av vitt på strupsidan. Bergbiätaren är tydligt större, med större svart halsband och gröna vingpennor.
Ögonbrynsstrecket varierar från grönt i Västafrika till blått i södra och östra Afrika. Nordöstra cyanostictus har ett tydligt ögonbrynsstreck som sträcker sig till pannan och dessutom ett blått streck ovan den svarta kragen. Bland lätena hörs "zeet-zeet" eller "chip-chip".

## Utbredning och systematik
Dvärgbiätare delas in i fem underarter med följande utbredning:
- Merops pusillus pusillus – savann från Senegal och Gambia till Kamerun, Sudan och nordöstra Kongo-Kinshasa
- Merops pusillus ocularis – östra Demokratiska republiken Kongo till norra Uganda, södra Sudan och Röda havets kust
- Merops pusillus cyanostictus – östra Etiopien till Somalia och östra Kenya
- Merops pusillus meridionalis – Kongobäckenet till östra Kongo-Kinshasa, Uganda och västra Kenya, söderut till östra Sydafrika (KwaZulu-Natal)
- Merops pusillus argutus – sydväst om Angola till sydväst om Zambia och Botswana

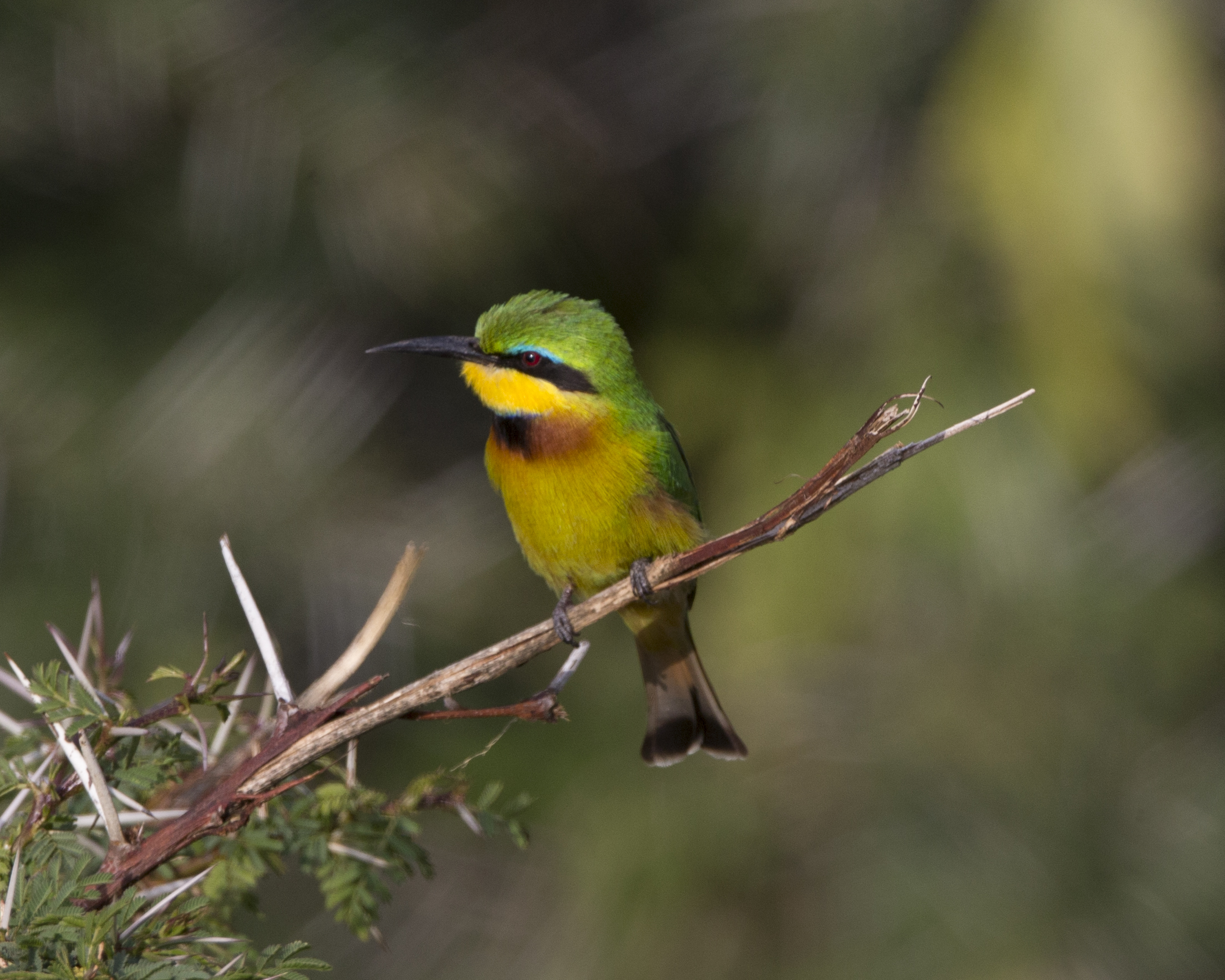
Dvärgbiätare av underarten meridionalis.

## Levnadssätt
Dvärgbiätaren hittas på savann, skogslandskap, skogsbryn och kring våtmarker. Den livnär sig av olika typer av flygande insekter som den fångar i flykten, huvudsakligen mellan 4,5 och 12 mm långa. Nykläckta ungar har setts februari—juli i Sierra Leone och ägg har påträffats i januari i Mali. Arten är stannfågel.

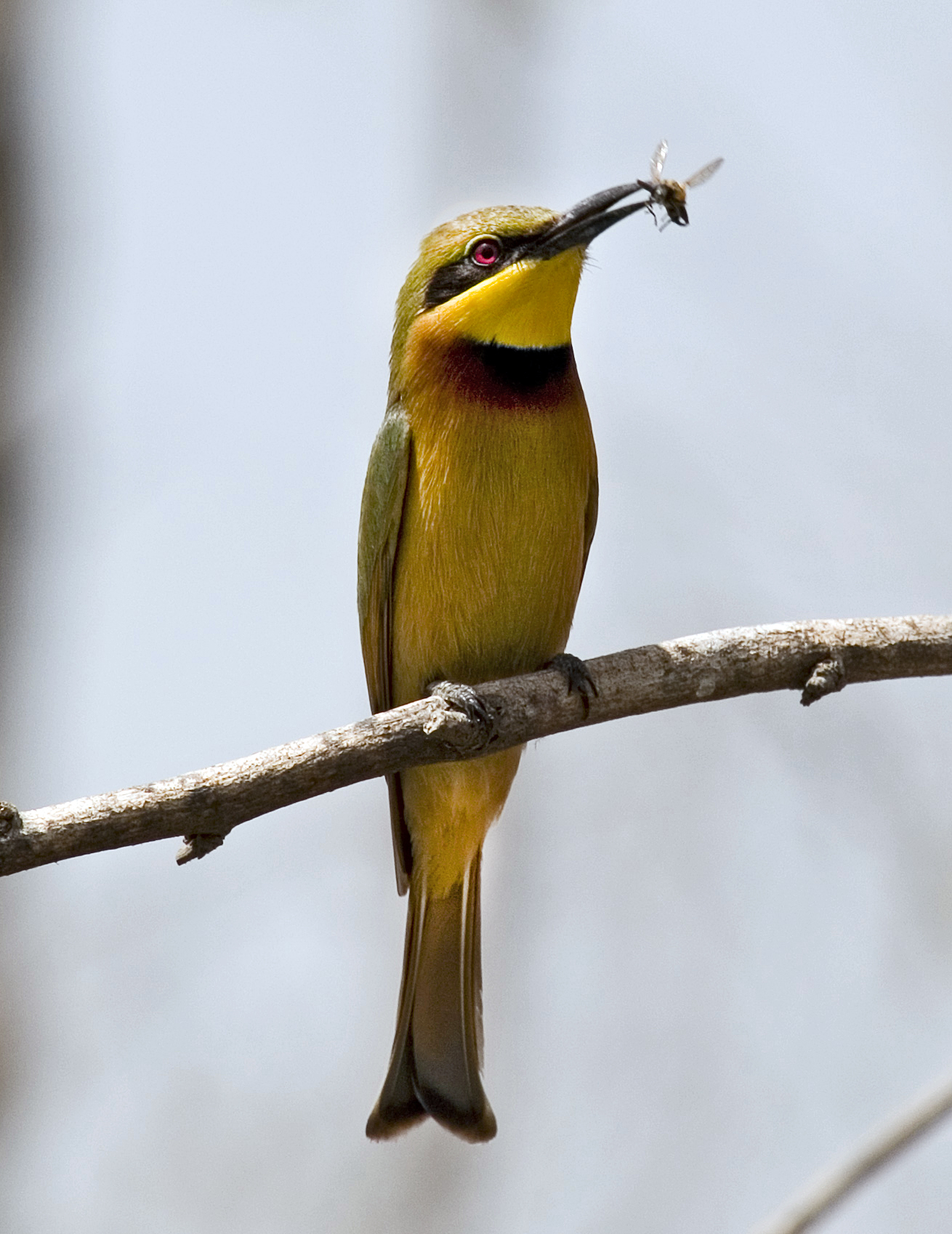
Adult hane med nyfångad insekt.

## Status och hot
Arten har ett stort utbredningsområde och en stor population, men tros minska i antal, dock inte tillräckligt kraftigt för att den ska betraktas som hotad. Internationella naturvårdsunionen IUCN kategoriserar därför arten som livskraftig (LC).